# Рохас, Аристидес
Аристидес Фабиан Рохас Аранда (исп. Arístides Fabián Rojas Aranda; род. 1 августа 1970, Лимпио, Сентраль) — бывший парагвайский футболист, выступавший на позиции нападающего, и тренер.

## Карьера

### Игрок
Рохас становился лучшим бомбардиром чемпионата Парагвая в 1996 году, будучи игроком ФК «Гуарани». На его счету было 22 гола. Его команда выиграла турнир Апертуры, но в финале уступила победителям Клаусуры «Серро Портеньо».
Он представлял Парагвай на чемпионате мира по футболу 1998 года. Его команда под руководством Пауло Сезара Карпежиани выбыла в 1/8 финала после поражения от сборной Франции в Лансе (0:1) с решающим голом Лорана Блана в дополнительное время. Аристидес Рохас также участвовал со своей командой в Кубке Америки 1997 года в Боливии, где сборная Парагвая выбыла в четвертьфинале, проиграв команде Бразилии, которая в итоге стала чемпионом. Всего на его счету 28 матчей и три гола в составе национальной сборной.

### Тренер
Свою тренерскую карьеру он начал в 2009 году с молодёжной команды «Рубио Нью». В 2017 году он вывел команду «РИ 3 Корралес» во Второй дивизион.

## Достижения

### Как игрока
- Второе место в чемпионате Парагвая: 1996
- Лучший бомбардир чемпионата Парагвая (22 гола): 1996

### Как тренера
- Победитель Первого национального дивизиона B: 2017